# Texas International Airlines
Texas International Airlines (im Außenauftritt verkürzt Texas International, auch bekannt als TXI) war eine US-amerikanische Linienfluggesellschaft. Nachdem die Stammgesellschaft der Texas International Airlines im Jahr 1982 die Mehrheitsbeteiligung an Continental Airlines erworben hatte, wurden die beiden Unternehmen fusioniert, wobei Texas International Airlines in Continental Airlines aufging.

## Geschichte
Texas International Airlines wurde im Jahr 1944 unter dem Namen Aviation Enterprises in Houston (Texas) als Bedarfsfluggesellschaft gegründet. Im Oktober 1947 nahm das Unternehmen regionale Linienflüge innerhalb Texas auf. Zeitgleich erfolgte die Umfirmierung zu Trans-Texas Airways (TTA). Im Jahr 1949 flog die Gesellschaft 34 Zielorte in Texas mit Flugzeugen des Typs Douglas DC-3 an.
Im Lauf der 1950er-Jahre dehnte Trans-Texas Airways ihr Streckennetz über die Bundesstaaten Louisiana und Arkansas bis nach Memphis in Tennessee aus. Mitte der 1950er-Jahre bestand die Flotte aus sechzehn Douglas DC-3, mit denen im Geschäftsjahr 1955 157.659 Fluggäste, 1.107 Tonnen Fracht und 769 Tonnen Luftpost befördert wurden. Zu dieser Zeit beschäftigte das Unternehmen 540 Mitarbeiter. Als Ergänzung zu den Douglas DC-3 erwarb die Gesellschaft im Herbst 1960 zunächst sieben, danach weitere fünfzehn Convair CV-240 von American Airlines. Mitte der 1960er-Jahre beauftragte Trans-Texas Airways den Hersteller Convair mit dem Umbau dieser Flugzeuge zum Typ Convair CV-600, wobei sie unter anderem Turboprop-Triebwerke erhielten. Ihr erstes Düsenflugzeug des Typs Douglas DC-9-10 übernahm die Gesellschaft Anfang 1967.
Am 31. Oktober 1968 erfolgte die Umbenennung in Texas International Airlines. Das nationale Streckennetz umfasste zu dieser Zeit die Bundesstaaten Texas, Arkansas, Louisiana, Mississippi, New Mexico und Tennessee. Zudem bot die Gesellschaft internationale Verbindungen nach Monterrey, Tampico und Veracruz in Mexiko an. Linienflüge nach Los Angeles (Kalifornien) wurden am 15. Januar 1970 aufgenommen. Texas International Airlines erwirtschaftete in den folgenden Jahren erhebliche Verluste. Im Jahr 1972 beteiligte sich die von Frank Lorenzo geführte Jet Capital Corporation an dem Unternehmen. Frank Lorenzo, der im Anschluss die Leitung der Texas International Airlines übernahm, setzte verschiedene Sparprogramme zur Kostenreduzierung um, so dass die Gesellschaft ab Mitte der 1970er-Jahre wieder Gewinne einflog. Zur weiteren Expansion strebte Texas International Airlines im Jahr 1978 eine feindliche Übernahme von National Airlines an und erwarb einen 25%igen Anteil an dieser Gesellschaft. Die Übernahme scheiterte, weil National Airlines im Juli 1979 von Pan American World Airways (Pan Am) aufgekauft wurde.
Im Jahr 1980 gründete Frank Lorenzo die neue Holdinggesellschaft Texas Air Corporation und brachte die Fluggesellschaft Texas International Airlines in diese Stammgesellschaft ein. Die Holding Texas Air Corporation begann Anfang 1981 damit, Aktien der Continental Airlines zu erwerben. Schon nach sechs Monaten besaß sie die Aktienmehrheit, sodass sie Einfluss auf deren Streckennetz und Flugpläne nahm. Am 31. Oktober 1982 fusionierte Texas Air Corporation die zwei Tochtergesellschaften Continental Airlines und Texas International Airlines miteinander. Der Flugbetrieb wurde anschließend unter dem Namen Continental Airlines fortgesetzt.

## Flotte

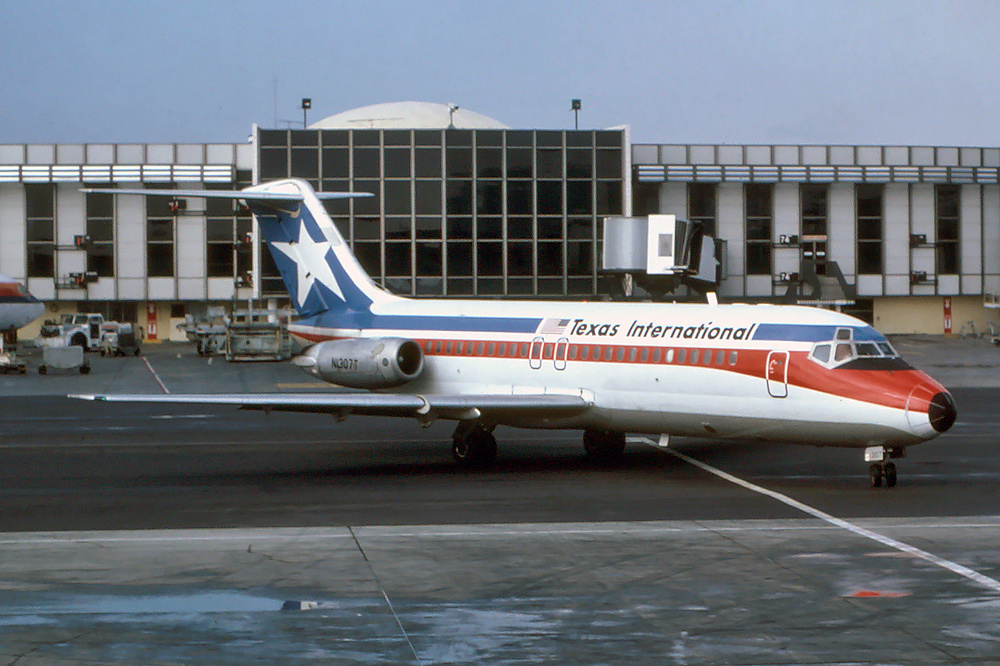
Texas International Airlines McDonnell Douglas DC-9-15

- Beechcraft Model 99 (für firmeninterne Aufgaben)
- Convair CV-240
- Convair CV-600
- Douglas DC-3
- Douglas DC-9-14, DC-9-15F und DC-9-31

## Zwischenfälle
Von 1969 bis zur Betriebseinstellung 1982 kam es bei Texas International Airlines zu 3 Totalschäden von Flugzeugen. Bei einem davon kamen 11 Menschen ums Leben. Vollständige Liste:
- Am 27. September 1973 verunglückte eine Convair CV-600 der Texas International Airlines (Luftfahrzeugkennzeichen N94230) auf dem Flug von El Dorado nach Texarkana. Es handelte sich um einen gesteuerten Flug (CFIT) in den Black Fork Mountain, der zu den Ouachita Mountains in Arkansas gehört. Alle elf Insassen, die dreiköpfige Besatzung und acht Fluggäste, wurden dabei getötet.[15]

- Am 16. November 1976 überrollte eine Douglas DC-9-14 der Texas International Airlines (N9104) bei einer Landung in Denver das Bahnende. Das Flugzeug wurde als Totalverlust abgeschrieben.[16]

- Am 17. März 1980 wurde eine Douglas DC-9-14 der Texas International Airlines (N9103) bei einem Landeunfall in Baton Rouge irreparabel beschädigt.[17]